# Reymersholms Spritförädlings AB

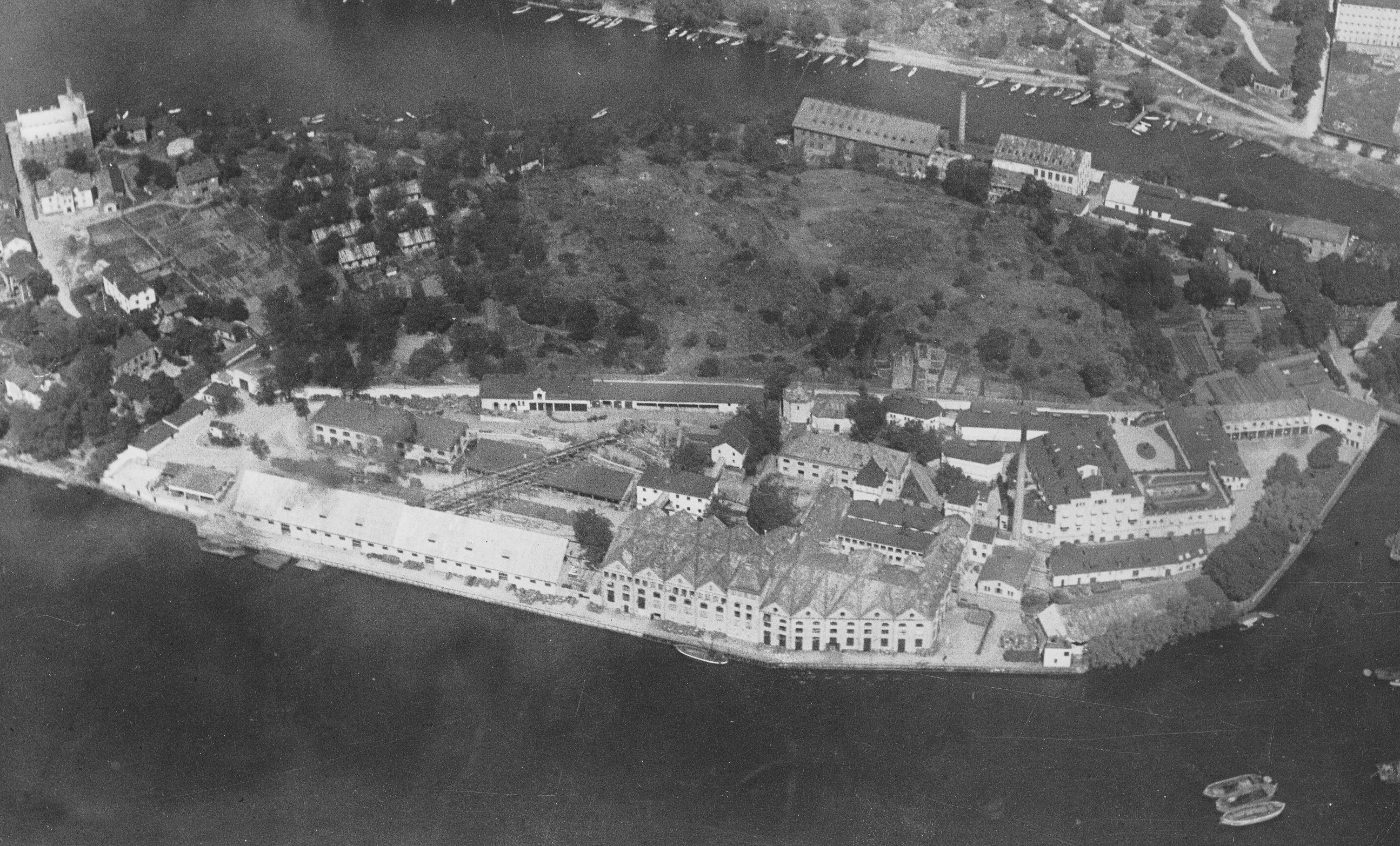
AB Vin & Spritcentralens anläggning på Reimersholme 1930-tal.

Reymersholms Spritförädlings AB (även känd under namnen Reimersholms Nya Spritförädlings AB och Reimersholms Gamla Spritförädlings AB) var en spritfabrik som hade sin verksamhet på södra sidan av Reimersholme i Stockholm. Företaget grundades 1869 av Lars Olsson Smith och blev 1917 en del av AB Vin- & Spritcentralen (dagens Vin & Sprit). 1978 revs fabriken på Reimersholme och bostadshus uppfördes på platsen.

## Historik

### H.O. Jones & Co:s fotogenfabrik

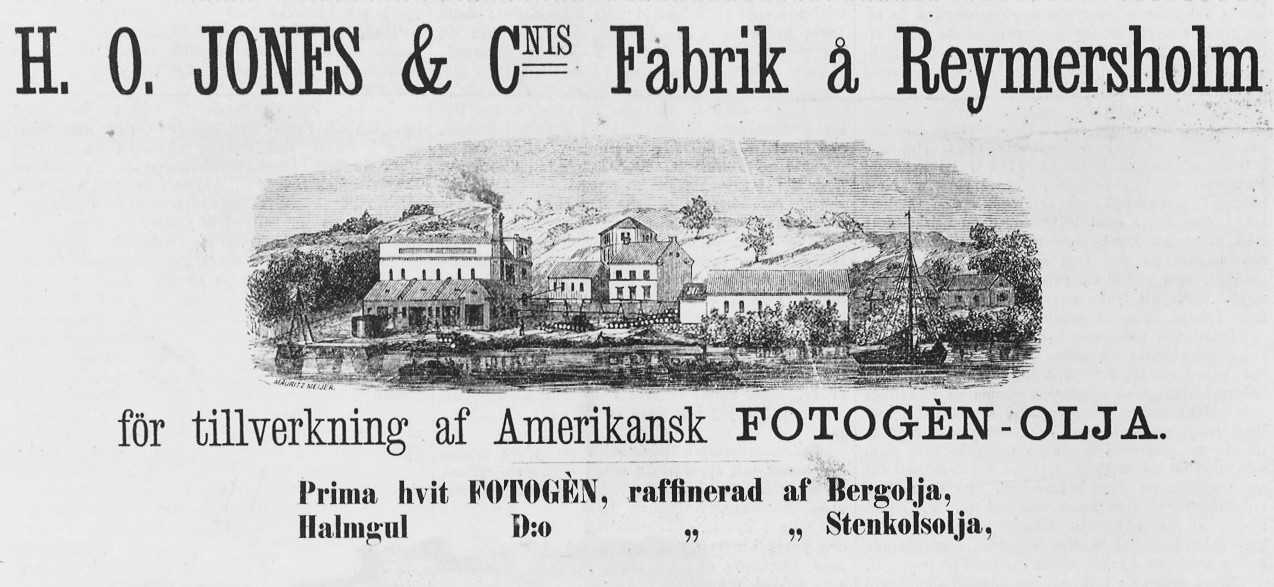
H.O. Jones & Co fabrik å Reymersholm.

Föregångaren till Reymersholms Spritförädlings AB var H.O. Jones & Co:s fabrik för framställning av fotogen. Bakom projektet stod svenskamerikanen Henry Orland Jones (född 1830 i New York) som tillsammans med kompanjonen Charles G. Lundborg, även han svenskamerikan, började 1862 tillverka fotogen. Fabriken stod på Reimersholmes södra del, på ett område som Jones förvärvat när Anders Reimers stora egendom på Reimersholme såldes och styckades. Man gjorde reklam för Prima hvit Fotogèn, raffinerad af Bergolja och Halmgul D:o raffinerad af Stenkolsolja som såldes till billigaste pris i parti och minut hos N.O. Holmlund & Co Drottninggatan 41. 
Verksamheten gick 1868 i konkurs. Anläggningen på Reimersholme stängdes och köptes av ”brännvinskungen” Lars Olsson Smiths bolag. Jones och Lundborg skiljdes åt och Jones återvände till USA medan Lundborg startade en ny fabrik i Södertälje där han tillverkade kololja och förädlade den till lampolja. Konkurrensen från importerad amerikansk lysolja blev dock för stor och Lundborg tvingades efter några år att avsluta sin verksamhet. Därefter började han med oljeprospektering lite varstans i Sverige, uppenbarligen utan framgång.

### Reymersholms Spritförädlings AB

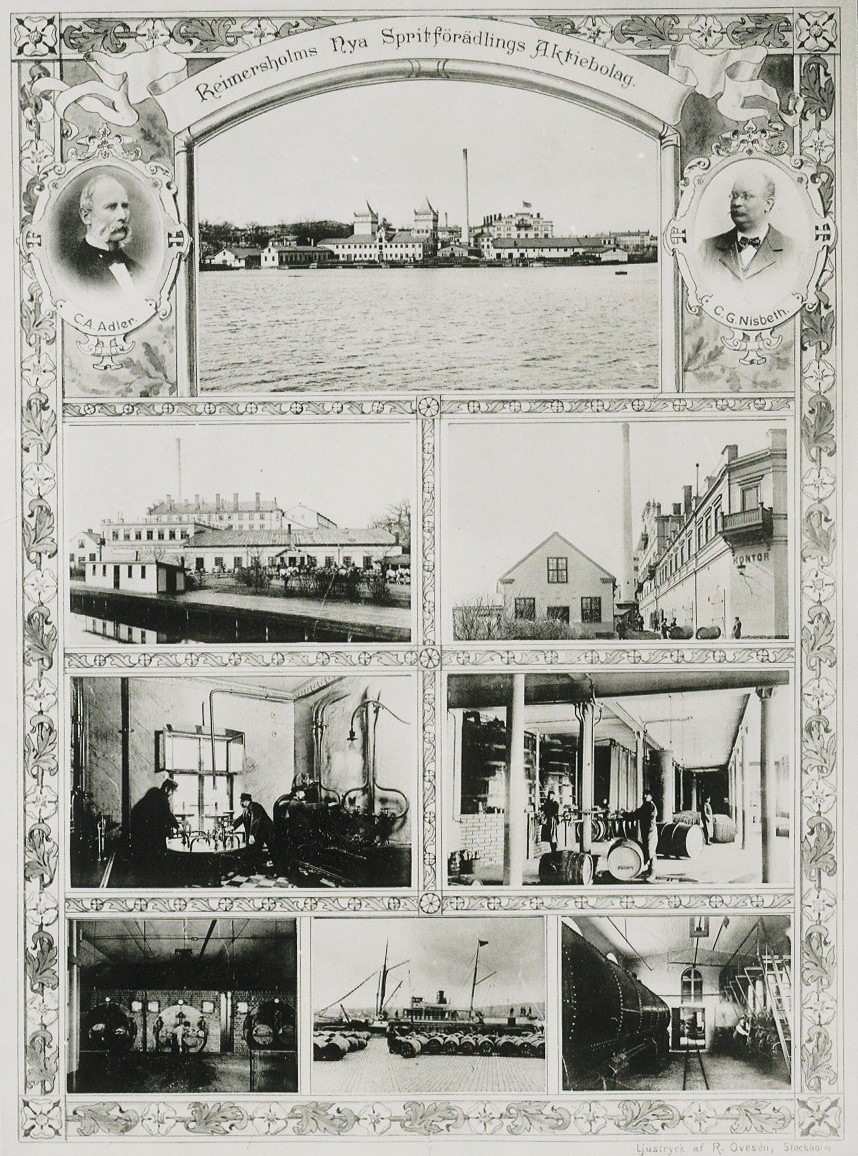
Reymersholms Nya Spritförädlings AB.

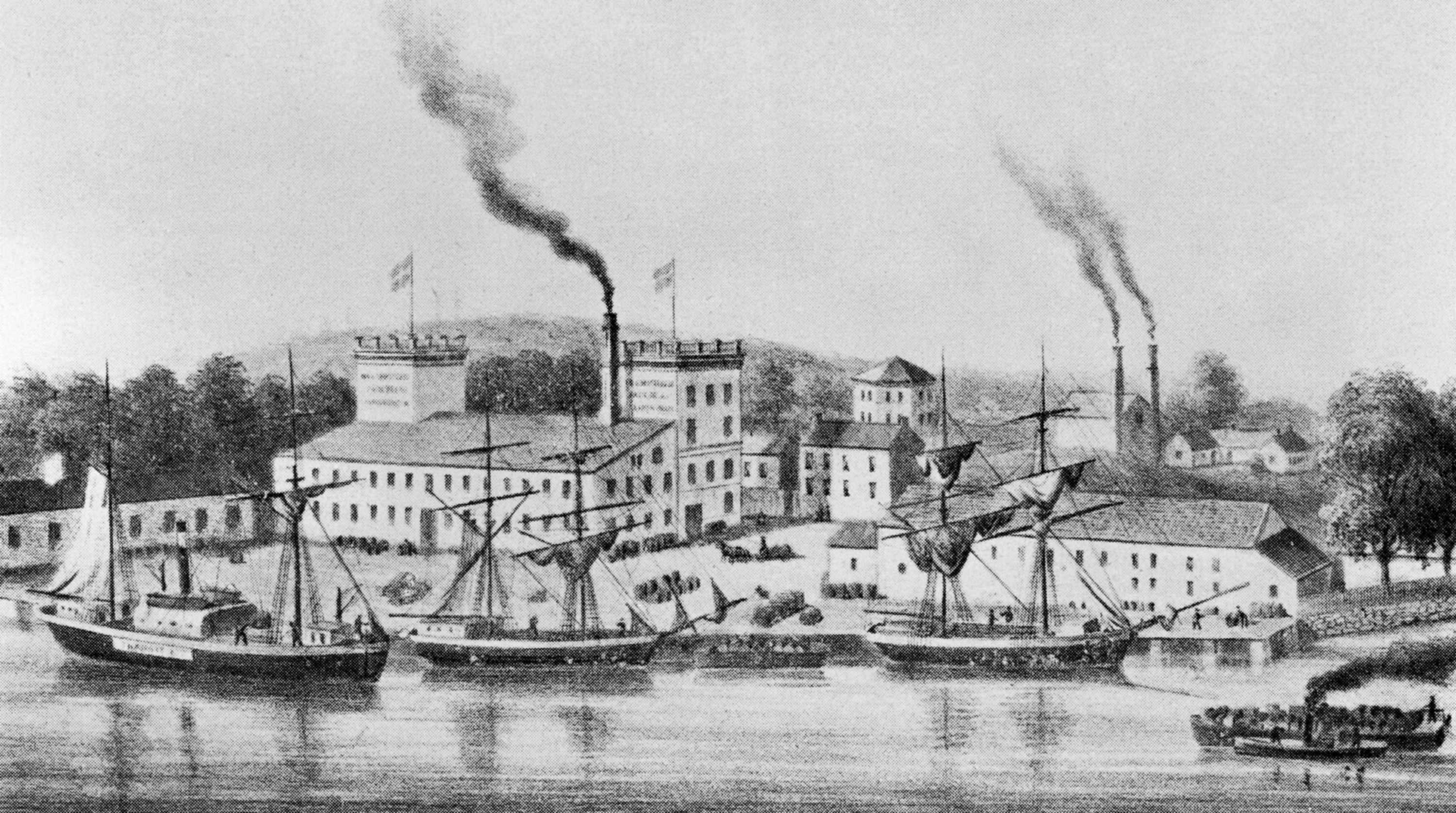
Fabriken 1872.

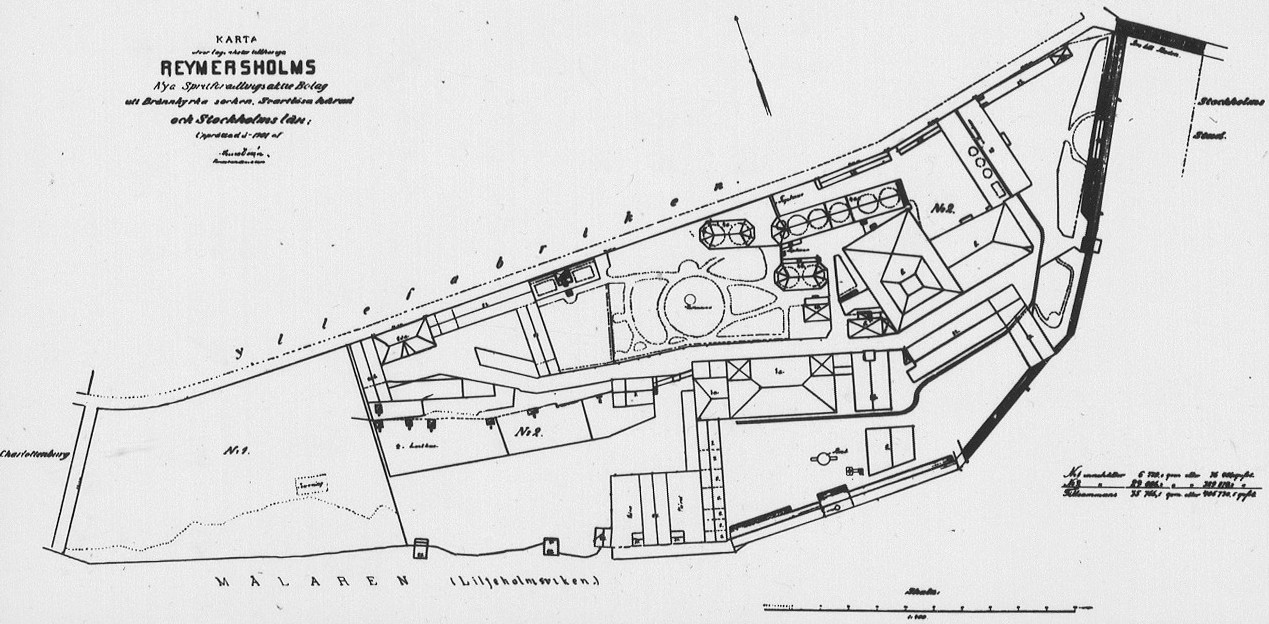
Fabriksområdet 1901.

Lars Olsson Smith var en skicklig entreprenör med näsa för lovande affärer. Han talade bland annat engelska, tyska och franska flytande och var internationell engagerad. Sedan han förvärvat H.O. Jones & Co:s fotogenfabrik lät han bygga om den till modern spritförädlingsanläggning vid namn Reymersholms Spritförädlings AB grundad 1869. Snart utökades produktionen med 1 000 plåtkärl för brännvinstransport, 24 kolfilterapparater, personalbostäder och senare även en butik.
Vid den tiden hade Stockholms stad utskänkningsmonopol på brännvinsförsäljningen och Smith räknade med ett utskänkningstillstånd, men det fick han inte. Smiths brännvin smakade även betydligt bättre än det som de kommunala brännerierna levererade och Stockholms stad gjorde allt för att stoppa honom då deras egen försäljning sjönk. Nu hotade ekonomiska bekymmer och Smith beslöt att sälja sina produkter direkt till konsumenterna via den fabriksegna butiken.
Eftersom Reimersholme vid den tiden hörde till Brännkyrka landskommun fick de ansvariga i Stockholms stad finna sig i Smiths smarta drag. Kunderna kom i chartrade båtar från olika delar av huvudstaden och handlade bolagets tiodubbelt renade och finkelfria brännvin, som sedan salufördes under namnet Absolut Rent Brännvin (dagens Renat).
Fabriksbutiken sägs haft 25 000 besökare per dag och Smith blev en förmögen man och fick smeknamnet "Brännvinskungen". Sin sommarbostad, Karlshälls gård, hade han på grannön Långholmen och övrig tid bodde han i sin paradvåningen på Bolinderska palatset på Blasieholmen.
År 1880 köptes Smith under kuppartade former ut från företaget. Firman bytte namn till Reimersholms Nya Spritförädlings AB och fortsatte utbyggnaden av anläggningen under ledning av grosshandlaren C.A. Adler och civilingenjören Carl Gustaf Nisbeth. Smith fortsatte på egen hand som internationell spritleverantör. Han förlorade hela sin förmögenhet i det så kallad Spanska spritkriget och avled fattig 1913. 
År 1910 bildades Reimersholms Gamla Spritförädlings AB som var ett av spritbranschens mest dominanta företag tills det 1917 blev en del av det nybildade Aktiebolaget Spritcentralen, sedermera AB Vin & Spritcentralen, i samband med införandet av Brattsystemet. Fabriken på Reimersholme drevs vidare i Vin & Sprits regi. Fabriksområdet var inhägnad med en mur mot norr, mot söder vidtog Liljeholmsvikens vatten. Innanför muren bodde ett femtontal familjer, främst fabriksledningen och servicepersonal. Vid infarten från Reimersholmsbron fanns en sorts ”stadsport” med höj- och sänkbar smidesgrind. Kontrollen var sträng och skulle förhindra att sprit smugglades ut.

### Explosionen
Natten mellan den 27 och 28 februari 1946 inträffade en uppmärksammad explosion på fabriksområdet. Den startade i krotonfabriken (kroton användes som denatureringsmedel av sprit). Anledningen var en kemisk process som hade gått fel och som ingen kunde förutse. Omkring 1 500 fönster i de nybyggda lägenheterna på norra delen av ön trycktes ut av smällen och på delar av Kungsholmen och Södermalm krossades rutor. Även på fabriksområdet blev det skador på byggnader. 
Explosionen följdes av en häftig eldsvåda som bekämpades av personal från fyra brandstationer. Ett tjugotal personer fördes till sjukhus men ingen avled. Stockholmstidningen skrev att ”detta torde vara den största branden i Stockholm sedan Mjölkcentralen brann den 8 februari 1937”. Efter händelsen ansåg man att en så ”farlig industri” inte borde ligga i ett bostadsområde. I slutet av 1960-talet fastställdes en ny stadsplan (Pl 6888) för bebyggelse med bostäder. 1978 lades slutligen sprittillverkningen på Reimersholme ner. Verksamheten övertogs av Vin & Sprits anläggning i Åhus och lager samt viss tillverkning flyttades stegvis till Vin & Sprits anläggning i Årstadalshamnen.

### Historiska bilder

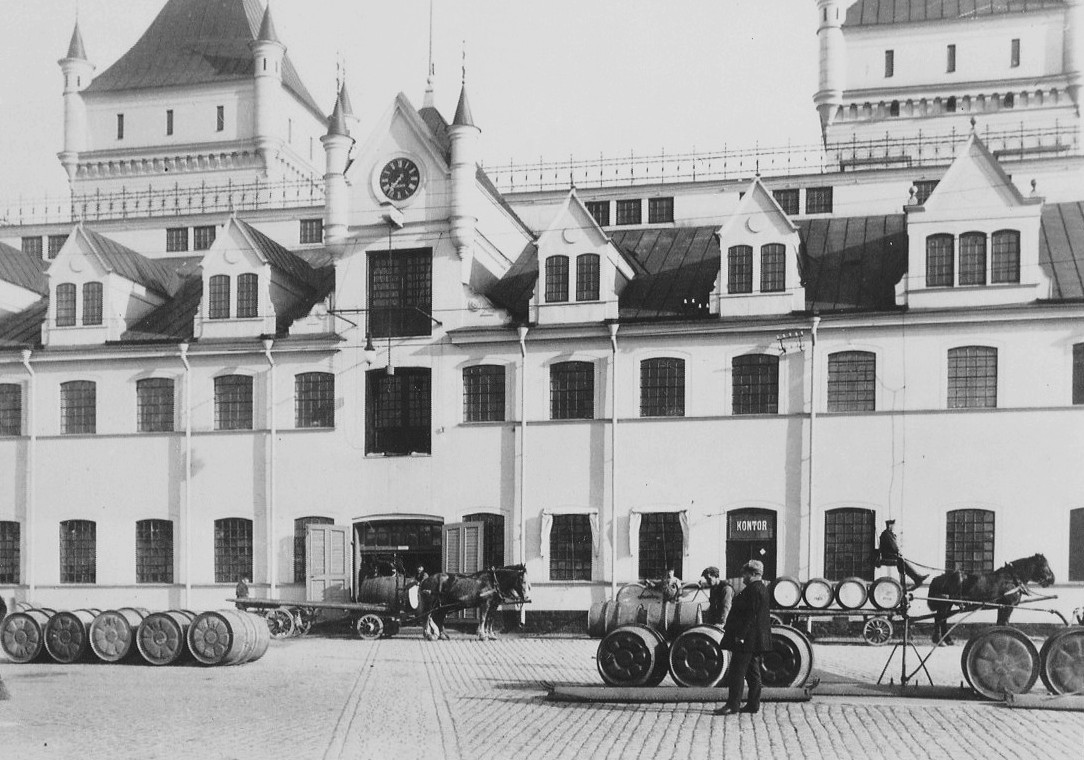
Fabriksområdet kring 1900.
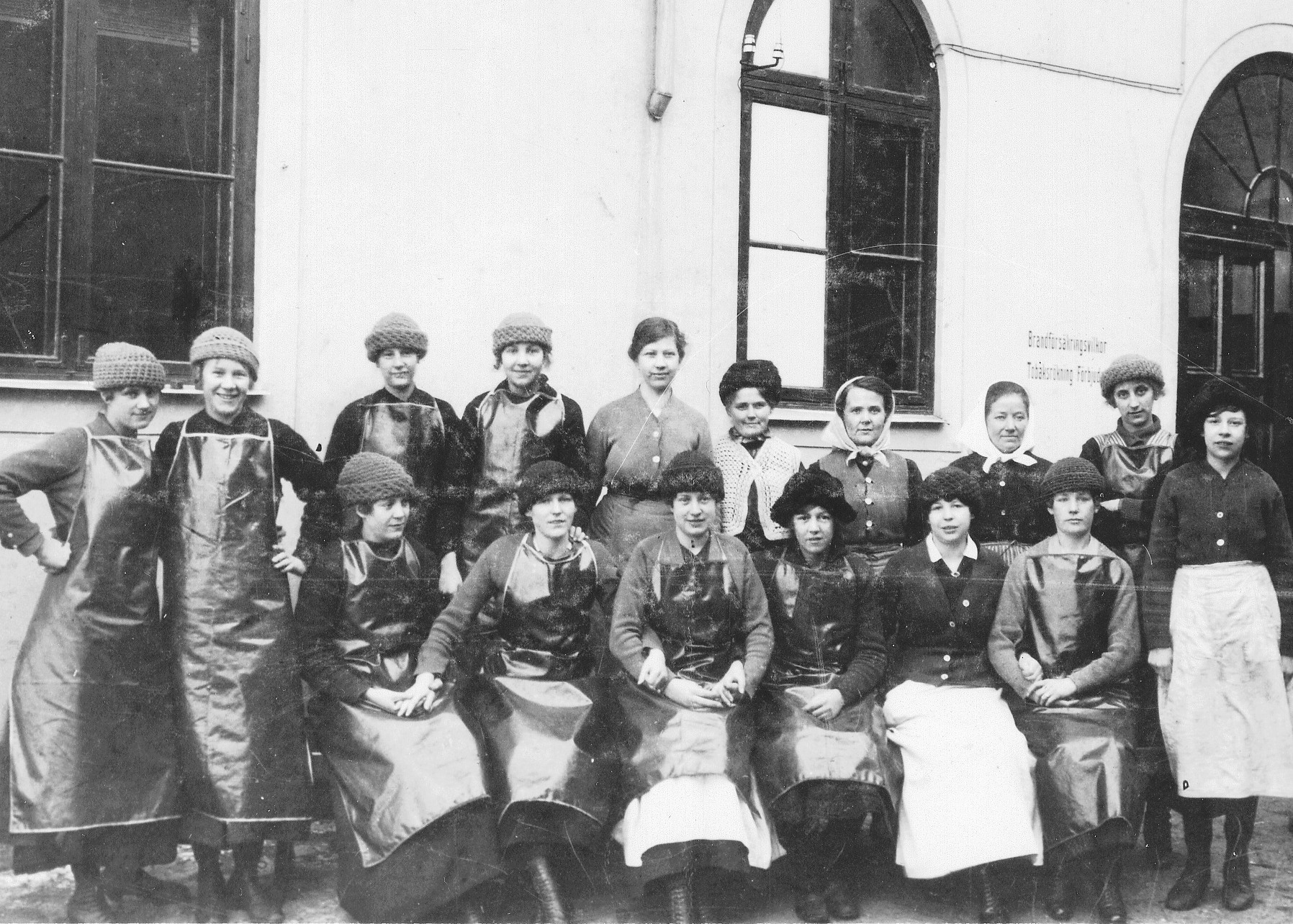
Kvinnliga personalen 1917.
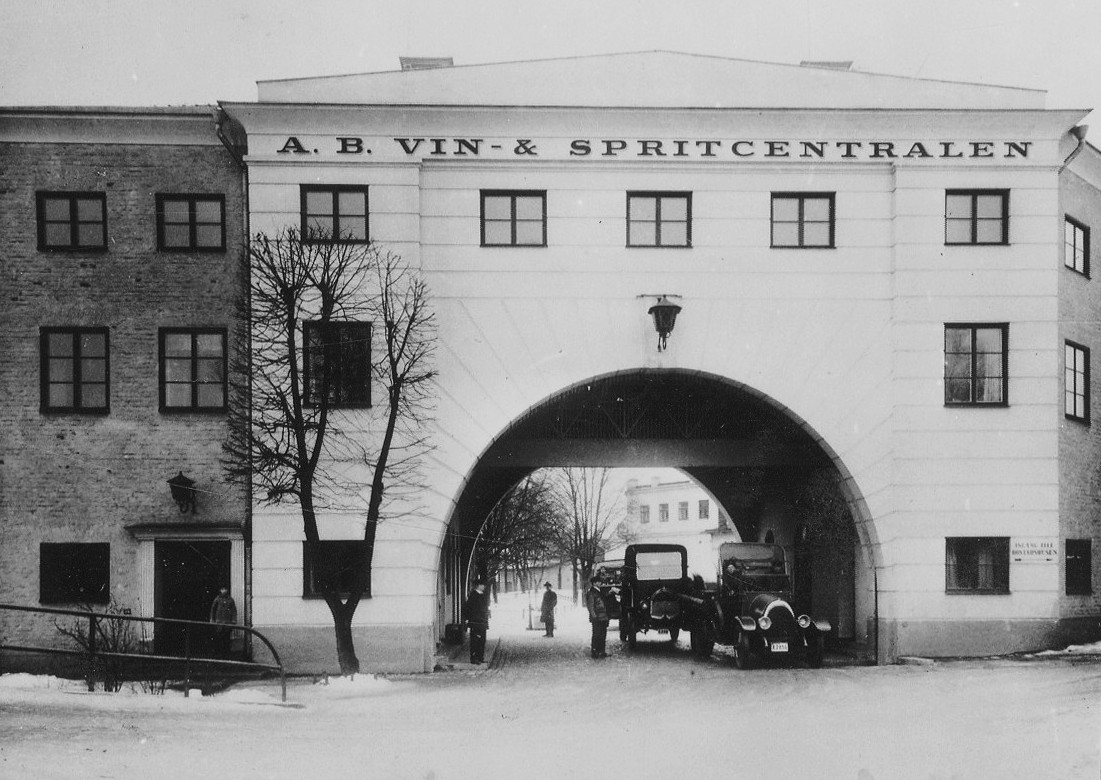
Fabriksportal på 1920-talet.
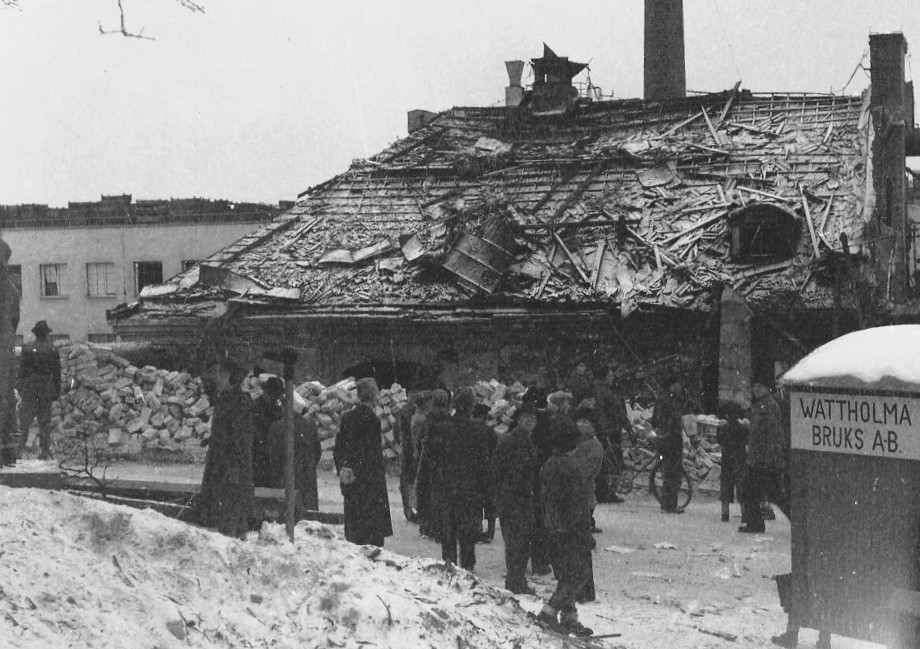
Explosionen 1946
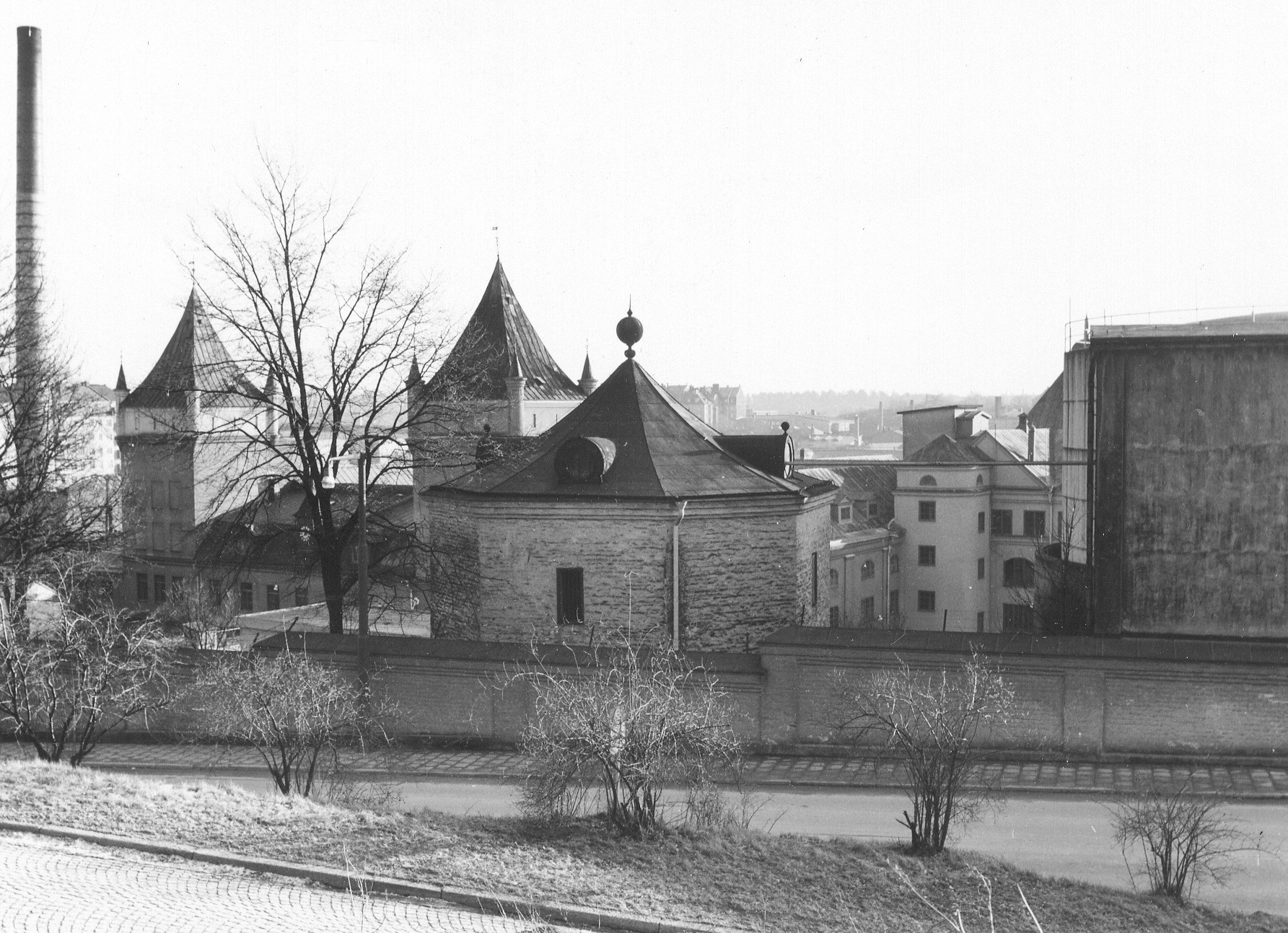
Fabriksområdet med "Åttingen", 1960-tal.

### Spritfabrikens vidare öden
I slutet av 1970-talet revs nästan samtliga byggnader och HSB uppförde bostadshus även på denna del av ön som hade det passande kvartersnamnet Bränneriet. Samtidigt bebyggdes även det något vildvuxna industriområdet på öns västra sida i kvarteret Mälteriet med bostäder och seniorboende. Därmed försvann de sista industrierna från ön. Från spritfabrikens tid kvarstår portalbyggnaden Reimersholmsgatan 1 vid Reimersholmsbron, den så kallade "Åttingen" vid Reimersholmsgatan 45 och delar av den ursprungliga fabriksmuren längs Reimersholmsgatan. Även några stora ekfat som dekorativt har placerats ut vid kajen påminner om den tidigare verksamheten. "Åttingen" är en åttkantig byggnad och ursprungligen cistern från L.O. Smiths tid. Den samt fabriksmuren är blåmärkta av Stadsmuseet i Stockholm vilket betyder att de representerar "synnerligen höga kulturhistoriska värden". Åttingen är idag bostadsrättsföreningen Bränneriets festlokal.

### Nutida bilder

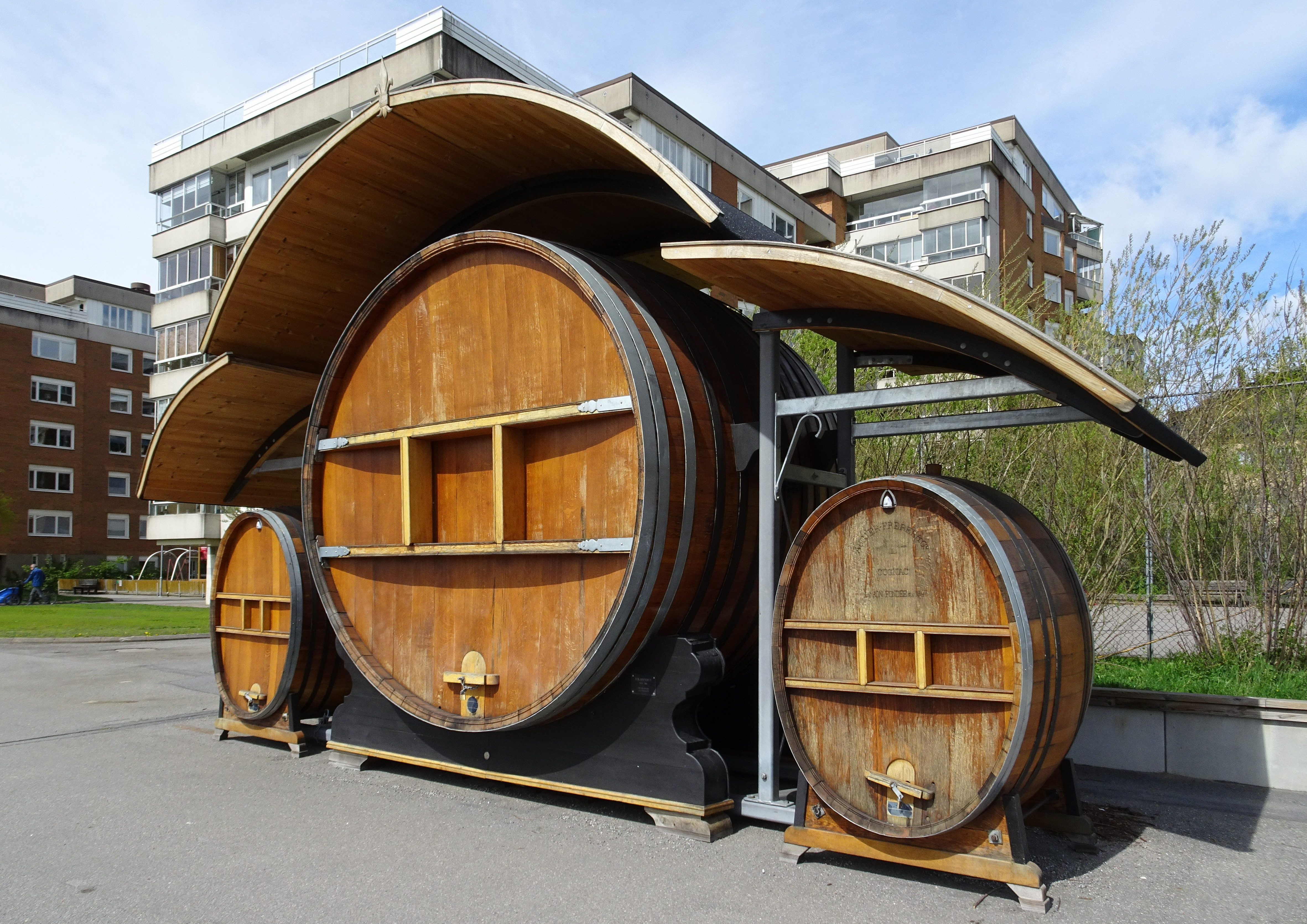
Ekfat som dekoration.
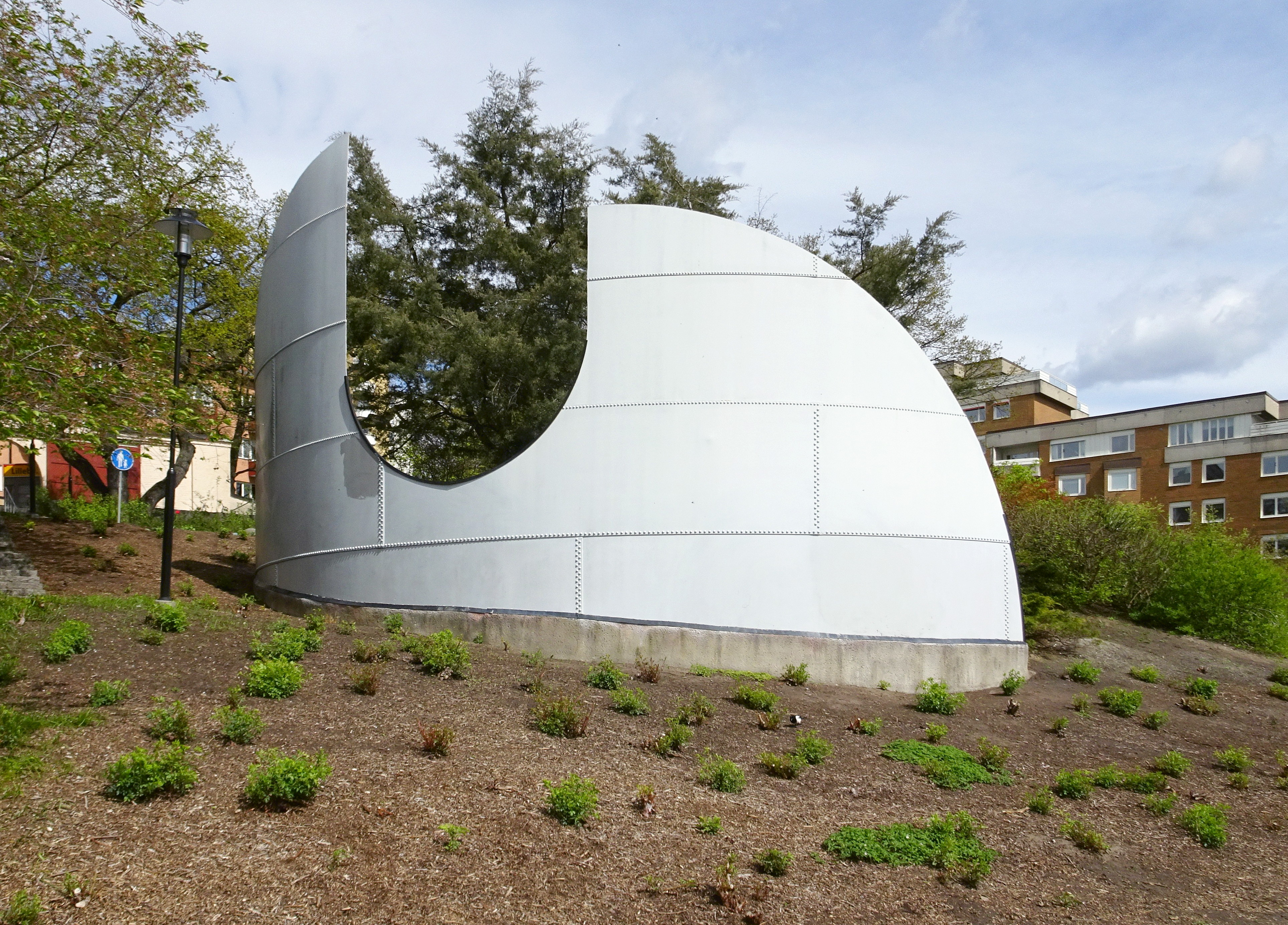
Till konstverk omformat före detta stålcistern.
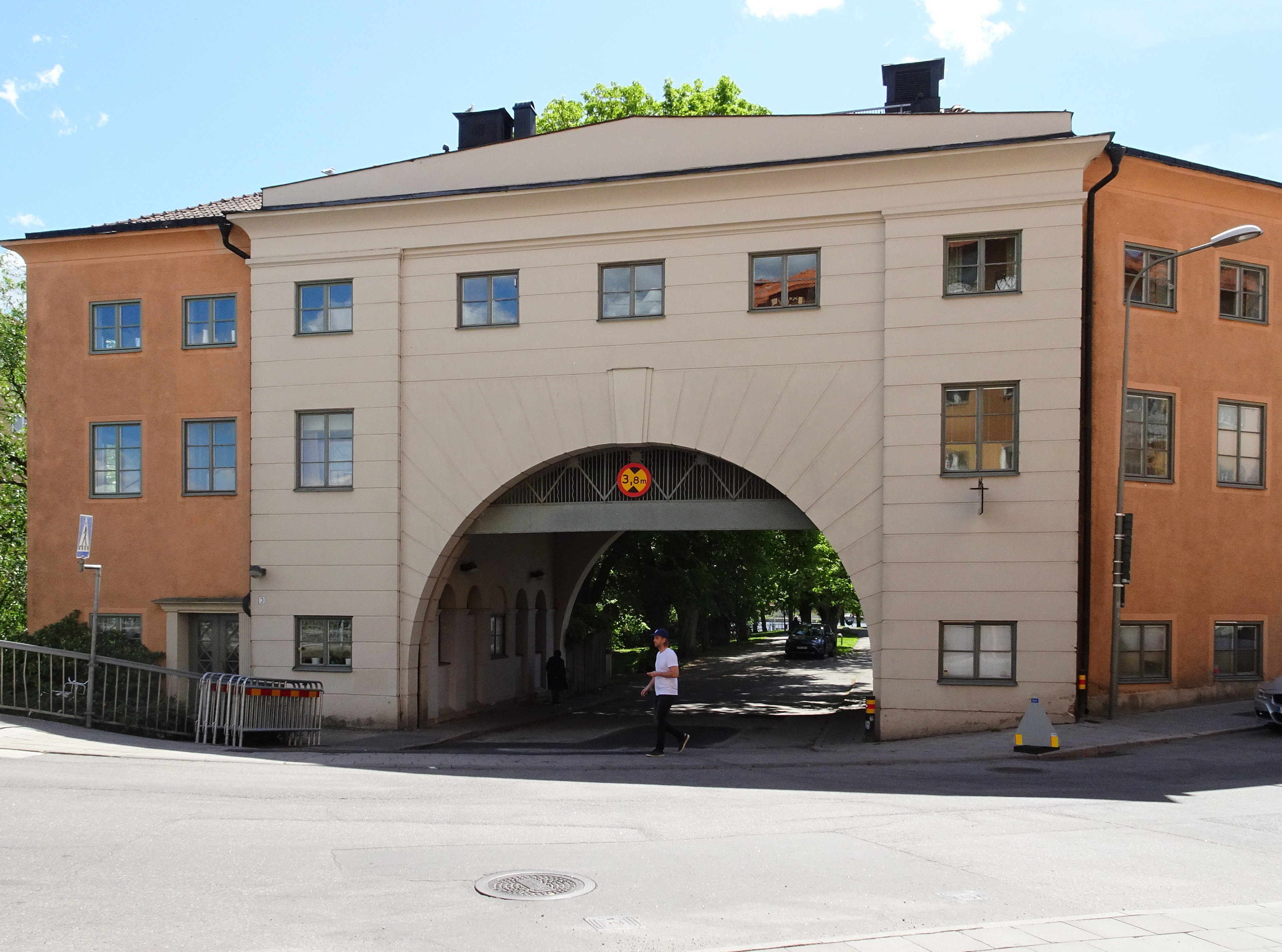
Fabriksportalen, 2019.
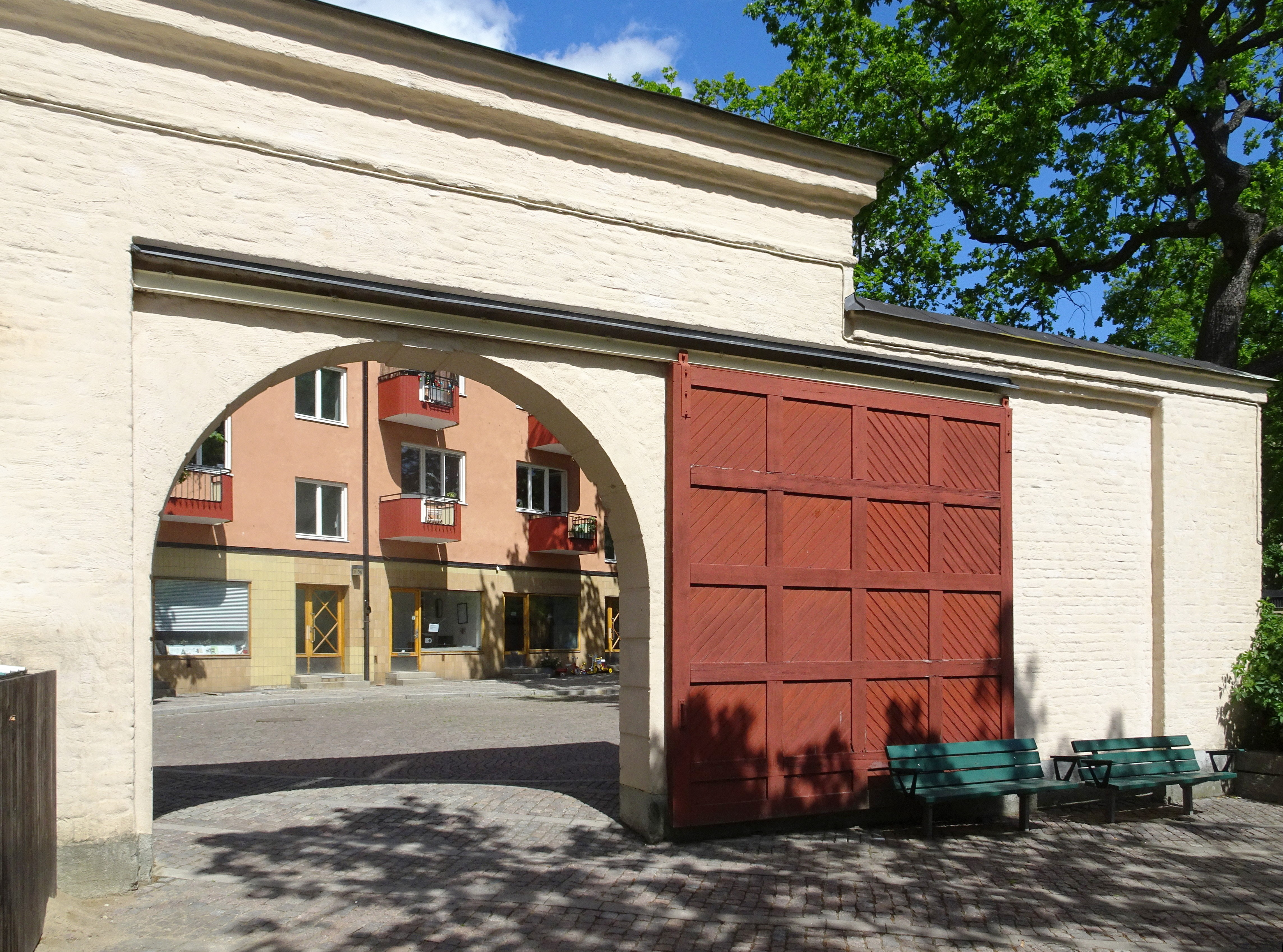
Fabriksmuren med in- och utfart, 2019.
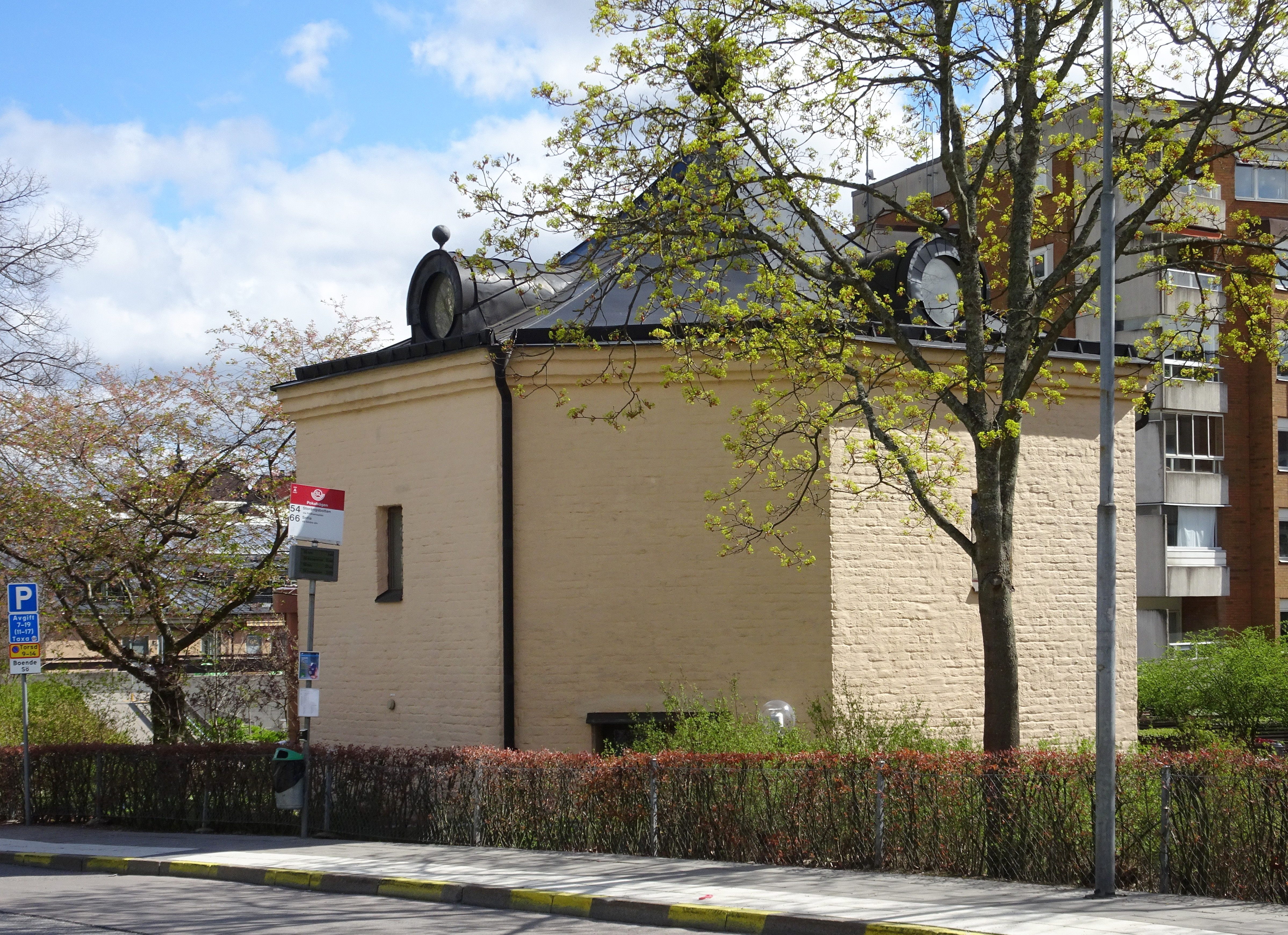
"Åttingen" 2020.